# Государственный музыкально-педагогический институт имени М. М. Ипполитова-Иванова
Государственный музыкально-педагогический институт имени М. М. Ипполитова-Иванова (ГМПИ) — одно из ведущих музыкальных  учебных заведений  Москвы. Реализует программы высшего и среднего профессионального образования.

## История
В 1919 году в Москве открылась народная музыкальная школа № 4 для детей и взрослых. В 1923 году ей было присвоено имя М. М. Ипполитова-Иванова — на протяжении предыдущих пяти лет ректора Московской консерватории, оказывавшего развитию школы значительную помощь. В конце 1920-х произошло разделение на школу и училище. В 1961 г. в училище было открыто первое в СССР отделение народного пения. По данным на 1980 год, в училище было 6 специальностей и свыше 580 учащихся. В 1991 году учебное заведение получило статус Высшего музыкального училища. В 1992 году там стали готовить специалистов с высшим образованием на базе вечернего факультета. Наконец, в 1995 году оно было преобразовано в Государственный музыкально-педагогический институт имени М. М. Ипполитова-Иванова, перейдя таким образом из московского подчинения в федеральное. В 1999 году начала функционировать аспирантура.

## Кафедры
- Фортепиано
- Орган
- Оркестровые струнные инструменты
- Оркестровые духовые и ударные инструменты
- Оркестровые народные инструменты
- Дирижирование академическим хором
- Академическое пение
- Пение народное
- Теория музыки
- Музыковедение и композиция
- Оперно-симфоническое дирижирование
- Современное исполнительское искусство
- Кафедра общегуманитарных, социально-экономических дисциплин и философии
- Кафедра иностранных языков
- Отдел концертмейстерского мастерства кафедры «Фортепиано»

## Директора и ректоры
- Генрих Фердинандович Пурицкий (1923—1933)
- Матвей Леонтьевич Пресман (1933—1936)
- Любовь Владимировна Рубинштейн (1941—?)
- Елена Константиновна Гедеванова (?—1971)
- Илья Прокопьевич Бабичев (1971—1986)
- Анатолий Леонидович Корсакович (1986—2004)
- Валерий Иосифович Ворона (с 2004 года)

## Известные преподаватели
См.: Преподаватели музыкально-педагогического института имени М. М. Ипполитова-Иванова

## Известные выпускники
См.: Выпускники музыкально-педагогического института имени М. М. Ипполитова-Иванова